# المخطرة (البيضاء)

تعديل مصدري - تعديل

المخطرة هي إحدى قرى عزلة ال هصيص بمديرية البيضاء التابعة لمحافظة البيضاء، بلغ تعداد سكانها 252 نسمة حسب تعداد اليمن لعام 2004.